# À toutes les filles...
Singles par Félix Gray
Te revoir à Madrid
(1989) Il faut laisser le temps au temps
(1990)
Singles par Didier Barbelivien
Vive le roi
(1989) Il faut laisser le temps au temps
(1990)
À toutes les filles… est une chanson sortie en mai 1990, composée par Didier Barbelivien, qu'il chante et enregistre en duo avec Félix Gray, qui écrit les paroles. La chanson est sortie en mai 1990 en tant que premier single de leur album Les Amours cassées sorti l'année suivante. 
Le single rencontre le succès, se classant en tête des classements en France et en Belgique et devenant le tube de l'été 1990.

## Historique et sortie
À l'été 1989, sur une route entre Saint-Tropez et Saint-André-les-Alpes, Didier Barbelivien et Félix Gray se rendent compte qu'ils ont eu, durant la même période, une relation avec la même fille, lors d'une discussion alors qu'ils se rendent au studio CBE de Bernard Estardy. En raison de cette anecdote qui amuse les deux chanteurs, ils décident d'en faire une chanson. Le soir même, Félix Gray écrit les paroles sur une musique composée par Didier Barbelivien. Le vers « les océans au fond des yeux », est chanté par la chanteuse Anaïs, la compagne de Barbelivien à l'époque,. Jean Albertini assure la réalisation de la chanson. Enregistrée en mars 1990 au studio CBE de Paris, À toutes les filles... sort en mai et devient un succès commercial la même année, se classant en tête du Top 50.
La chanson figure sur une compilation des deux chanteurs de 1990 intitulée À toutes les filles... et sur l'album de 1996 de Didier Barbelivien, Il faut laisser le temps au temps - Vol. 2, qui contient tous ses duos avec Félix Gray. À la suite du succès de la chanson improvisée, Gray et Barbelivien sortent trois autres singles : Il faut laisser le temps au temps, E vado via et Nos amours cassées ainsi que l'album commun Les Amours cassées en 1991. 

## Inspiration deTo All the Girls I've Loved Before
À toutes les filles… partage un titre similaire avec la chanson To All the Girls I've Loved Before de 1984, interprétée en duo par Julio Iglesias et Willie Nelson et dont le titre signifie littéralement « À toutes les filles que j'ai aimées avant » en anglais.
Dans une interview accordée au magazine Paris Match en 2007, Didier Barbelivien explique avoir découvert la chanson To All the Girls I've Loved Before à la fin des années 1980. Barbelivien explique que « c'était l'histoire de deux mecs qui parlaient de femmes. J'ai dit à Julio : "Je vais faire la même." Il m'a répondu : "Tou n'en seraaas pas capable." (sic) ». Barbelivien déclare à propos de la chanson : « j'avais vu ça comme une blague, mais cela a pris de telles proportions que j’ai préféré passer à autre chose ».

## Thème et clip vidéo
Les paroles de la chanson retracent les amours des deux chanteurs, pour des filles qu'ils ont aimées dans l'enfance et leur jeunesse.
Réalisé par Gerry Lively, le clip met en scène deux jeunes hommes, interprétés par Didier Barbelivien et Félix Gray, qui, au cours d'un road trip aux États-Unis, croisent des femmes qui leur rappellent leurs amours passées, avant d'être verbalisés par un policier.

## Accueil commercial
En France, À toutes les filles... débute à la 23e place du Top 50 le 2 juin 1990, entre dans le top 10 deux semaines plus tard, s'est classé en tête lors de sa 19e semaine dans le classement, remplaçant Maldòn (la musique dans la peau) de Zouk Machine, devenant ainsi le single numéro un qui a progressé le plus lentement au sommet du Top 50. Il est resté deux semaines à la première place, avant d'être détrôné à son tour par Kingston Town de UB40, et a cumulé 28 semaines au total dans le Top 50,. Le single marque la première apparition de Barbelivien dans le Top 50 depuis sa création en 1984, bien qu'il ait composé un certain nombre de chansons pour d'autres artistes ayant été classés auparavant. Le single est certifié disque d'or par le Syndicat national de l'édition phonographique avec plus de 600 000 ou 1,3 million d'exemplaires vendus.
À toutes les filles... rencontre également le succès en Belgique, où elle se classe pendant 22 semaines dans le top 3 du classement national, dont six semaines en tête. Dans la région néerlandophone, la chanson s'est classée 22 semaines dans le top 50 à partir du 14 juillet 1990, atteignant la sixième place en y restant pendant deux semaines.
Dans le classement paneuropéen Eurochart Hot 100, À toutes les filles... est entré à la 92e place le 9 juin 1990, figure parmi les vingt premières places la cinquième semaine et atteint la 7e place lors de la 21e semaine, avant de quitter le classement après 27 semaines.

## Liste des titres
| A. | À toutes les filles...                | 4:14 |
| B. | À toutes les filles... (instrumental) | 4:14 |

| 1. | À toutes les filles...                | 4:14 |
| 2. | Te revoir à Madrid                    | 3:50 |
| 3. | L'année où je t'ai perdue             | 3:03 |
| 4. | À toutes les filles... (instrumental) | 4:14 |

## Crédits
- Didier Barbelivien – chant, musique
- Félix Gray – chant, paroles
- José Souc – guitare
- Bernard Estardy – arrangements, ingénieur du son
- Jean Albertini – réalisation
- Anaïs – chœurs
- Gerry Lively – photographie

Crédits adaptés des notes d'accompagnement,.

## Classements et certifications
| Classement (1990)                      | Meilleure position |
| -------------------------------------- | ------------------ |
| Belgique (Flandre Ultratop 50 Singles) | 6                  |
| Belgique (SABAM)                       | 1                  |
| Europe (Eurochart Hot 100)             | 7                  |
| France (SNEP)                          | 1                  |
| Québec (Palmarès francophone)          | 15                 |

| Classement (1990)           | Position |
| --------------------------- | -------- |
| Belgique (Flandre Ultratop) | 4        |
| Europe (Eurochart Hot 100)  | 17       |
| France (SNEP)               | 2        |

### Certification
| Pays                           | Certification | Ventes certifiées |
| ------------------------------ | ------------- | ----------------- |
| France (SNEP)                  | Or            | 400 000*          |
| *Ventes selon la certification |               |                   |

## Divers
À toutes les filles... a été parodié par Les Inconnus sous le titre Chagrin d'amour, avec Bernard Campan dans le rôle de Didier Barbelivien (alias « Didier Barbelavie ») et Didier Bourdon dans celui de Félix Gray (alias « Félix Grave »).